# 도구홍
도구 홍(陶丘洪, ? ~ ?)은 중국 후한 말기의 학자로, 자는 자림(子林)이며 평원군 고당현(高唐縣) 사람이다.

## 사적
동향인 화흠과 명성을 두고 다투었다.
중평 4년(187년), 왕분·주정 등이 함께 영제를 폐위하고 합비후(合肥侯)를 옹립할 것을 모의했을 때, 왕분이 화흠과 도구홍에게 가담할 것을 권하였다. 도구홍은 이에 가담하려고 하였으나, 화흠의 엄한 충고를 듣고 그만두었다.

## 일화[1]
원술은 평소에 하옹을 싫어하였는데, 매번 인물을 평할 때마다 사람들에게 다음과 같이 이야기하였다.
| “ | 왕덕미(王德彌)는 먼저 깨달았으며 연로하였소. 또한 명성과 덕행으로 그 이름이 드높은데도, 하백구는 그를 멀리하니 이는 첫 번째 죄요. 허자원은 음탕한 자이며 성행(性行 : 성품과 행실)이 불순한데도 백구는 그와 친하게 지내니, 이는 두 번째 죄요. 곽태와 가표는 가난하며 재산이 없음에도 불구하고, 백구는 비마경구(肥馬輕裘) 하며 잘 닦인 길을 다니니, 이는 세 번째 죄요. | ” |

도구홍은 원술의 말에 반박하였다.
| “ | 왕덕미는 현명하나 때를 극복하는 데에는 모자라며, 허자원은 비록 불순하나 어려움을 극복하기 위해서라면 거리낌없이 진흙탕에 발을 담글 사람이오. 하백구는 올바름을 위하여 덕미의 앞에서 머리를 조아리며, 어려움을 극복하기 위하여 자원과 사귀는 것이오. 또한 백구는 친구 우위고(虞偉高)를 위하여 칼로 원수를 갚아줌으로써 의로움을 보여주었소. 원수의 집안은 재산이 굉장히 많았고, 수레를 끄는 말이 백여 마리나 되었으며 백구로 하여금 여윈 소와 지친 말로 길을 기어다니게 하였으니, 이로써 하백구가 칼로 그의 가슴을 도려내어 원수를 갚은 것이오. | ” |

이 말을 들은 원술은 속으로 불쾌하게 여겼다고 한다.